# Felgueiras
Pour les articles homonymes, voir Felgueiras (homonymie).
Felgueiras est une municipalité portugaise d'une superficie de 116 km2 composé de 32 paroisses civiles. Elle est située dans la région Nord, dans le district de Porto et compte 58 065 habitants. Ses habitants sont appelés les Felgueirenses.

## Histoire
La première référence historique de Felgueiras date de 959, dans le testament de Mumadona Dias, quand elle cite pour identifier la ville de Moure : "In Felgaria rubeans villa de Mauri". Felgueiras dérive du terme felgaria, qui signifie terre couverte de fougères qui lorsqu'elles sont sèches sont rougeoyantes (rubeans). Affirmant même que le déterminatif Rubeans vient du fait que l'endroit fut brulé par le feu.
Des historiens ont affirmé que Felgueiras reçu la charte du comte D. Henrique. Toutefois, seule la charte de D.Manuel du 15 octobre 1514 est connue. Déjà en 1220, la terre de Felgueiras comptait 20 paroisses (Freguesias), divers monastères et églises. En 1855, pour être transformé en quartier, Felgueiras obtient 12 paroisses de plus.
Le 13 juillet 1990, Felgueiras est élevé à la catégorie de 'Ville'.

## Géographie
Felgueiras est limitrophe :
- au nord, de Fafe,
- au nord-est, de Celorico de Basto,
- au sud-est, de Amarante,
- au sud-ouest, de Lousada,
- au nord-ouest, de Vizela et Guimarães.

## Subdivisions
Cités :
Felgueiras et Lixa.
Villes :
Barrosas et Longra
Paroisses civiles :
Aião, Airães, Borba de Godim, Caramos, Friande, Idães, Jugueiros, Lagares, Lordelo, Macieira da Lixa, Margaride, Moure, Pedreira, Penacova, Pinheiro, Pombeiro de Ribavizela, Rande, Refontoura, Regilde, Revinhade, Santão, Sendim, Sernande, Sousa, Torrados, Unhão, Várzea, Varziela, Vila Cova da Lixa, Vila Fria, Vila Verde et Vizela.

## Démographie
| 1801   | 1849   | 1900   | 1930   | 1960   | 1981   | 1991   | 2001   | 2011   |
| ------ | ------ | ------ | ------ | ------ | ------ | ------ | ------ | ------ |
| 11 413 | 15 614 | 22 973 | 25 424 | 38 895 | 48 015 | 51 248 | 57 595 | 58 065 |

## Culture
Équipements :
- Bibliothèque municipale (dont le pôle d'Idães).
- Centre culturel de Lixa.
- Maison du trait (destinée à la sauvegarde de la broderie et des brodeuses de la région)[2].
- Musée "Casa do assento".
- Théâtre Fonseca e Moreira.
- École de conservation et de restauration des documents graphiques de Felgueiras.

## Personnalités de Felgueiras
- António José da Fonseca Moreira (1841-1938), dramaturge et bienfaiteur.
- Commandeur Agostinho Ribeiro (1848-1916), bienfaiteur.
- Colonel Francisco Sarmento Pimentel (1895-1988), militaire et aviateur.
- Doutor António Assis Teixeira de Magalhães (1850-1914), académicien, juriste et 1er comte de Felgueiras.
- Doutor António de Sousa Magalhães Lemos (1855-1931), psychiatre et professeur d'université.
- Doutor Eduardo de Freitas (1866-1926), ancien président de la chambre municipale.
- Doutor José Maria Machado de Matos (1915-1989), avocat, pompier volontaire et ancien président de l'assemblée municipale.
- Doutor Custódio Rebelo de Carvalho (1805-1883), a qui la ville doit la construction d'écoles publique et la création du comarca de Felgueiras.
- Doutor Ribeiro de Magalhães (1847-1919), avocat, procureur à la junte générale du district et ancien président de la chambre municipale.
- Général João Sarmento Pimentel (1888-1987), auteur de "Memória de capitão".
- Leonardo Coimbra (1883-1936), écrivain, philosophe et homme politique.
- Manuel de Faria e Sousa (1590-1649), historien et philosophe.
- Nicolau Coelho (15e - XVIe siècles), marin ayant participé au voyage aux Indes de 1498 et à l'expédition maritime de Pedro Álvares Cabral au Brésil en 1500.

## Sports
Équipements :
- 15 terrains de football.
- 5 salles des sports.
- 2 piscines municipales.
- 1 stade de football (Estádio Dr. Machado de Matos, 15 000 places).
- 1 complexe de tennis.
- 1 piste d'athlétisme

Clubs importants :
- FC Felgueiras
- Clube Académico de Felgueiras
- FC Lixa

## Jumelages
- Montceau-les-Mines ( France)
- Pont Sainte-Maxence ( France)
- Boa Vista ( Cap-Vert)
- Santa Cruz de Cabrália ( Brésil)
- São Vicente ( Cap-Vert)